# وابش ۲۴۵۳
سیارک ۲۴۵۳ (به انگلیسی: 2453 Wabash، نامگذاری:A921SA) دو هزار و چهارصد و پنجاه و سومین سیارک کشف شده‌است که در ۳۰ سپتامبر ۱۹۲۱ و در هایدلبرگ کشف شد.
قدر مطلق سیارک برابر ۱۱٫۲۰ است.